# Orme champêtre
Ulmus minor
Espèce
Classification APG III (2009)
Répartition géographique

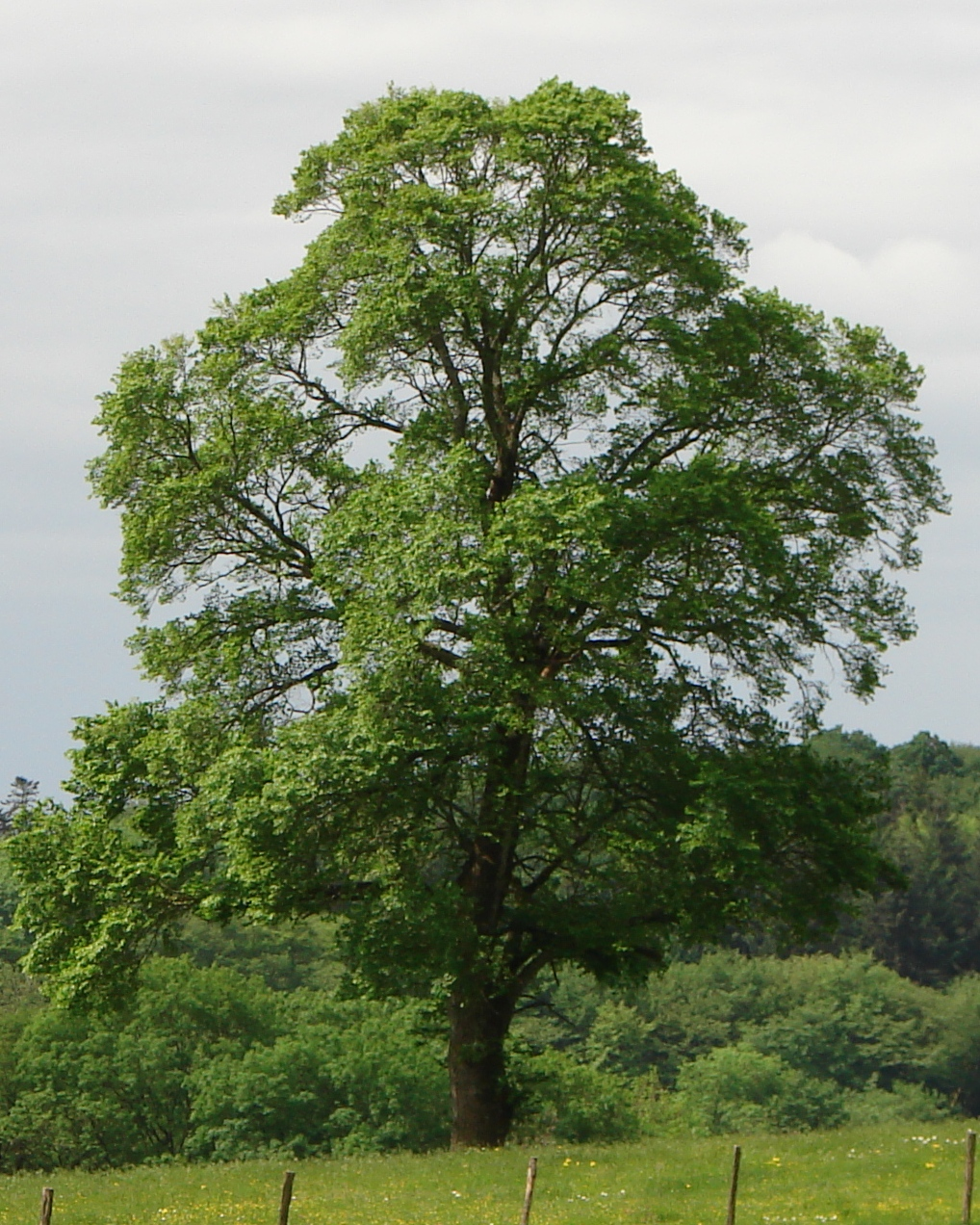
Orme champêtre à Blismes, dans le Morvan, en mai.

L’orme champêtre, l’ormeau ou le petit orme (Ulmus minor) est une espèce de plantes à fleurs de la famille des Ulmaceae. C'est un arbre à feuilles caduques. Il est aussi parfois appelé ipréau, orme cilié ou yvet.
Il s'agit d'une espèce communément établie à des altitudes modestes sur des sols modérément calcaires, souvent à l'état subspontané. Les plus vieux spécimens ont été décimés par l'épidémie de graphiose de l'orme (maladie hollandaise de l'orme) et il est toujours déconseillé à la plantation, la graphiose évoluant en variantes de plus en plus dévastatrices.[réf. souhaitée]
Une allée bordée d'ormeaux conduisait au prieuré fontevriste de l'ensemble monastique du Grand Moûtier (voir Prieurés de l’Ordre de Fontevraud Saint Jean de l'Habit).

## Synonymes
- Ulmus vulgaris Dumortier (1827) (non Pallas)
- Ulmus campestris Boreau (1857) (non L.)
- Ulmus glabra Miller (non Huds)
- Ulmus tetrandra Schk.
- Ulmus tiliaefolia Host ?

## Description

### Cette description est établie d'après Christian You, 2002.
- Appareil végétatif : jeunes rameaux pubescents ; glabres à maturité. Pétiole court (0,7-1 cm) et pubescent. Feuilles grandes (7-9 cm de long sur 5-6 cm de large), ovales-rhomboïdales, velues ou rugueuses au toucher, dissymétriques à la base. Pointe plus ou moins marquée, triangulaire et plus ou moins aiguë. Face inférieure du limbe presque glabre sauf des touffes de poils serrés axiles et des points glanduleux rougeâtres. Les rameaux sont parfois munis de crêtes liégeuses[2].

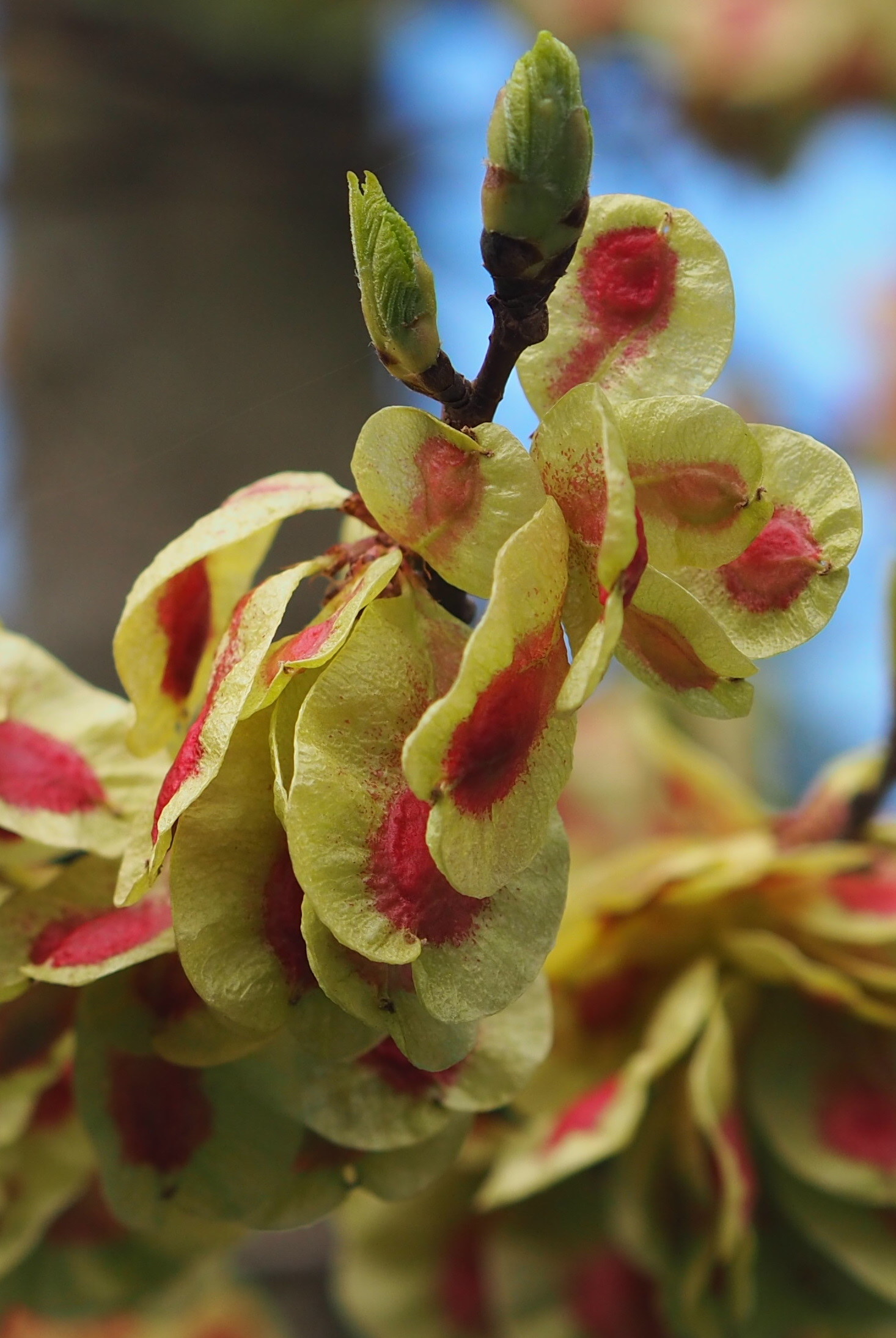
infrutescence d'orme champêtre, avril 2016.

- Appareil reproducteur : samares glabres non ciliées sur le bord, subsessiles. Graines situées en haut du fruit, au-dessous de l’échancrure stigmatique.

- Reproduction : L'orme champêtre ne fleurit et ne peut donc se reproduire qu'après avoir atteint une certaine taille ce qui rend sa reproduction rare. C'est pour cela qu'il a développé la capacité de se reproduire par rejet de souche[3].

## Origine et habitat
D'origine méditerranéenne, c'est un arbre forestier qui vit aussi dans les broussailles. Sa valeur écologique selon Landolt est F.3hv43-353-p, c'est-à-dire  qu'il préfère les sols moyennement humides, surtout à humidité variable, peu riches en bases, ni maigres, ni fumés, en lumière modérée, dans des endroits plutôt chauds, indifférente à la continentalité. C'est une plante ligneuse dite phanérophyte vert estival, pouvant atteindre plus de 30 m de haut et à feuilles caduques.

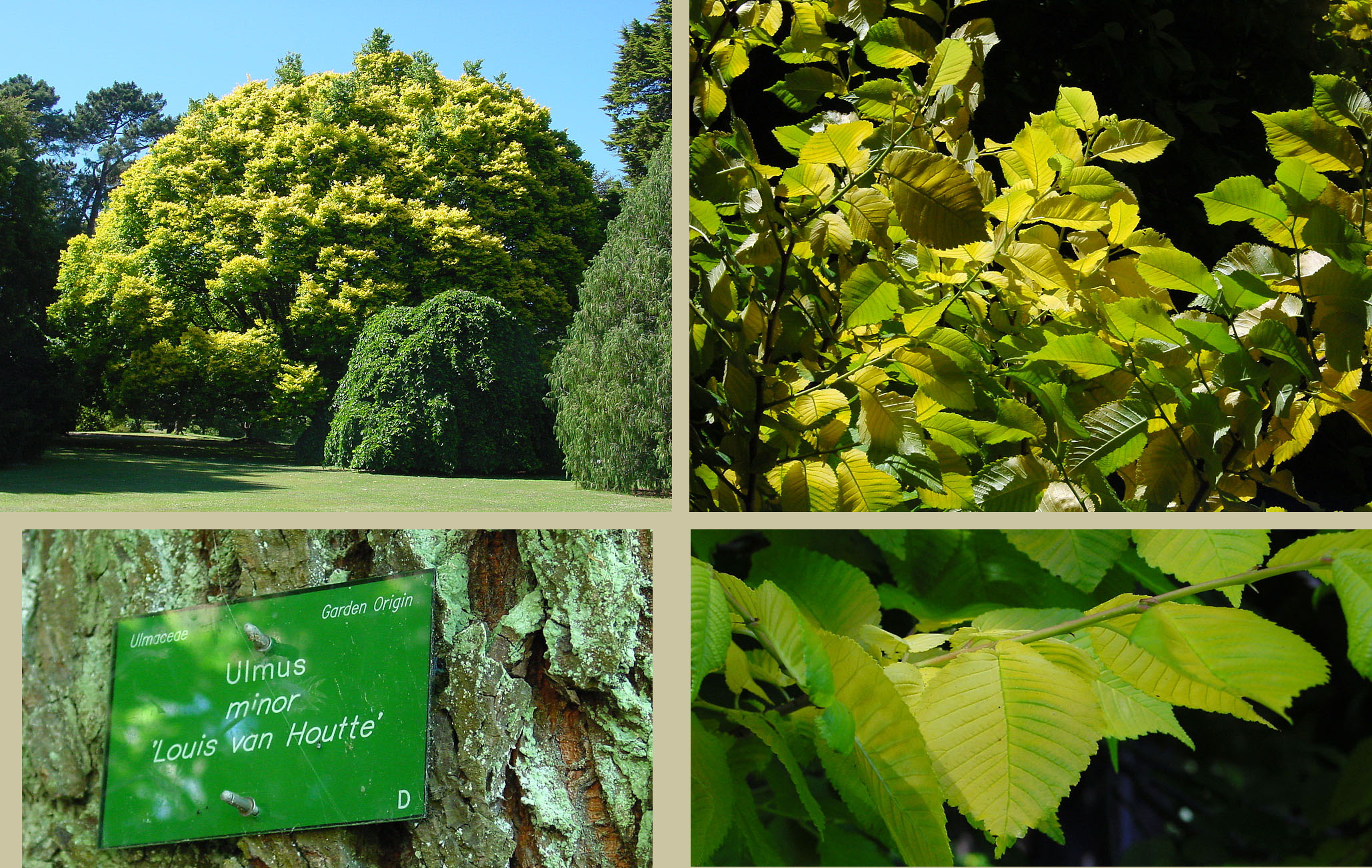
Orme champêtre 'Louis van Houtte'.

#### Ulmus campestrissynonyme deUlmus minorsubsp.minor
- (fr) Tela Botanica (France métro) : Ulmus campestris Non Valide (consulté le 31 mai 2012)
- (fr) Tela Botanica (France métro) : Ulmus minor  Mill., 1768 (consulté le 31 mai 2012)

#### Ulmus minor
- (en) NCBI : Ulmus minor (taxons inclus) (consulté le 31 mai 2012)
- (en) GRIN : espèce Ulmus minor  Mill. (consulté le 31 mai 2012)

#### Ulmus minorsynonyme deUlmus procera
- (en) Catalogue of Life : Ulmus minor Mill. (consulté le 16 décembre 2020)
- (en) Catalogue of Life : Ulmus minor Mill. (consulté le 14 avril 2023)
- (fr + en) ITIS : Ulmus minor  auct. non P. Mill. Non valide (consulté le 31 mai 2012)
- (fr + en) ITIS : Ulmus procera  Salisb. (consulté le 31 mai 2012)

## Ulmus campestris

### Ulmus campestrissynonyme deUlmus glabra
- (en) Catalogue of Life : Ulmus campestris L. p.p. Non Valide (consulté le 31 mai 2012)
- (en) Catalogue of Life : Ulmus glabra Huds. (consulté le 16 décembre 2020)
- (fr + en) ITIS : Ulmus campestris  L. p.p. Non valide (consulté le 31 mai 2012)
- (fr + en) ITIS : Ulmus glabra  Huds. (consulté le 31 mai 2012)